# Ludwik Szyman
Ludwik Szyman (ur. 20 lutego 1895 w Piotrkowie, zm. 9 listopada 1941 w Okrzei) – oficer armii rosyjskiej, Wojsk Wielkopolskich i Wojska Polskiego w II Rzeczypospolitej, kawaler Orderu Virtuti Militari.

## Życiorys
Urodził się w rodzinie zawodowego oficera i Bolesławy z Kropińskich. Wstąpił do rosyjskiego korpusu kadetów, a po ukończeniu nauki został zawodowym oficerem armii rosyjskiej.
W listopadzie 1918 wstąpił do odrodzonego Wojska Polskiego. Skierowany do Wielkopolski, objął dowództwo I batalionu 7 pułku Strzelców Wielkopolskich. Na czele batalionu walczył też na frontach wojny polsko-bolszewickiej. 17 sierpnia 1920 otrzymał rozkaz zaatakowania baonem oddziałów nieprzyjaciela w m. Glinianki. Miejscowość została zdobyta. Npl pozostawił m.in. 4 działa, 12 karabinów maszynowych, 40 koni. 21 sierpnia dowodząc I i III baonami pułku zdobył miasteczko Śniadów. [...] Dwa dni później rozbił oddział bolszewików, biorąc 48 jeńców. Za bohaterstwo w walce odznaczony został Krzyżem Srebrnym Orderu Virtuti Militari.
Po wojnie pozostał w zawodowej służbie wojskowej. Służył w 61 pułku piechoty na stanowisku dowódcy I batalionu. 1 grudnia 1924 został mianowany na stopień majora ze starszeństwem z 15 sierpnia 1924 i 200. lokatą w korpusie oficerów piechoty. Później został przeniesiony do 56 pułku piechoty w Krotoszynie na stanowisko dowódcy III batalionu. W styczniu 1927 został przesunięty na stanowisko dowódcy I batalionu. W kwietniu 1928 został przeniesiony do 15 pułku piechoty w Dęblinie na stanowisku oficera sztabowego pułku. W marcu 1929 ogłoszono jego zwolnienie z zajmowanego stanowiska, przeniesienie macierzyście do kadry oficerów piechoty i oddanie do dyspozycji dowódcy Okręgu Korpusu Nr I. W lipcu tego roku został przesunięty ze stanowiska oficera sztabowego pułku na stanowisko dowódcy batalionu. W marcu 1931 został przeniesiony do 72 pułku piechoty w Radomiu na stanowisko dowódcy batalionu. W październiku tego roku został zwolniony z zajmowanego stanowiska i oddany do dyspozycji dowódcy Okręgu Korpusu Nr I. W 1931 przeszedł na emeryturę i zamieszkał w Poznaniu.
Po kampanii wrześniowej został wysiedlony do Okrzei. Tam zmarł na tyfus i został pochowany na miejscowym cmentarzu.
Był żonaty z Marią Ludomirą z Klimkiewiczów; córki: Elżbieta, Karolina.

## Ordery i odznaczenia
- Krzyż Srebrny Orderu Virtuti Militari (nr 4639)
- Krzyż Walecznych